# Bergallia brachyptera
Bergallia brachyptera är en insektsart som beskrevs av Evans 1957. Bergallia brachyptera ingår i släktet Bergallia och familjen dvärgstritar. Inga underarter finns listade i Catalogue of Life.